# Grotte de Qadisha
La grotte de Qadisha est un ensemble souterrain se trouvant dans la vallée de Qadisha au Liban. Elle est formée de vingt-neuf cavités:
- La grotte de Qadisha elle-même, au-dessus de Bcharré, s’étendrait sur plus de 778 mètres.
- La grotte de Dilmass, qui servit de poste de guet.
- La grotte El Houriyyeh, dans laquelle ont été retrouvés des vestiges d'il y a plus de 3000 ans.

Ces cavernes servirent d'abri à des ascètes, et notamment à des moines maronites. Au IVe siècle, l’ermite Elisha al-Hadathi y mourut dans un effondrement.